# جو بلص
جو بلص (بالإنجليزية Joe Balass) مخرج سينمائي كندي من أصل عراقي يهودي. ولد في بغداد عام 1966 وهاجر مع عائلته إلى كندا، وكان في عمر الرابعة.
بعد تخرجه، عمل كمنتج ومحرر ومصوّر، وأخرج عدة أفلام قصيرة منها Funhouse وCaroline وTattoo Needle Pricks
فيلمه On a Very Violet Night in the Apartements Daphne فاز به بجائزة Golden Apple Award في New England Film & Video Festival في أوكلاند.
لمع في فيلم يحكي سيرة ذاتية بعنوان Nana, George and Me، وحصل على دعم National Film Board of Canada في إخراج فيلم Baghdad Twist عام 2008 حول تاريخ اليهود في العراق عبر قصته العائلية مع صور وذكريات من العراق.
عام 2013 أخرج فيلما وثائقيا بعنوان La longueur de l’alphabet avec Naïm Kattan حول التراث الأدبي للكاتب الكندي العراقي اليهودي الأصل نعيم قطان.

## الأفلام
- 1998: Nana, George and Me
- 2002: The Devil in the Holy Water
- 2006: Derniers mots/Parting Words
- 2007: Baghdad Twist
- 2013: La longueur de l’alphabet avec Naïm Kattan

## الوصلات الخارجية
- جو بلص على موقع IMDb (الإنجليزية)
- جو بلص على موقع أول موفي (الإنجليزية)
- جو بلص على موقع قاعدة بيانات الفيلم (الإنجليزية)

- صفحة جو بلص في الـ imdb